# Pietro Cugini (medico)
Pietro Cugini (Roma, 13 dicembre 1936 – Roma, 6 aprile 2020) è stato un medico italiano.
È lo scopritore della sindrome da danno tensivo degli organi bersaglio, o preipertensione pressurometria-diagnosticabile, o pre-ipertensione con minimi danni d'organo, a cui è stato riconosciuto l’eponimo nosografico di Sindrome di Cugini.
Fondatore della rivista scientifica Chronobiological Section, fu anche direttore scientifico della rivista “La Clinica Terapeutica” (2006).

## Biografia
Nato da Antonio Cugini e Elvira Petrini, dedicò tutta la vita all'insegnamento, alla ricerca, alla pratica medica e alla crescita dei suoi tre figli Silvia, Raffaella e Riccardo.
Grande appassionato di vela, negli anni '70 e '80 partecipò a diverse regate zonali e nazionali, principalmente sul Lago di Bracciano, a Lavinio, Anzio e Nettuno, cimentandosi nelle classi Flying Junior, Vaurien, 470 e la prediletta Flying Dutchman, al timone di "Fantomas", un Bianchi & Cecchi del 1968.
Conseguì la laurea cum laude in Medicina e Chirurgia presso l'Università degli Studi di Roma "La Sapienza" nel 1962. Ottenne poi il diploma cum laude di specializzazione, rispettivamente, in cardiologia (1964), gastroenterologia (1966), ematologia (1967), endocrinologia e malattie metaboliche (1969), nonché l'idoneità nazionale al ruolo di primario nel 1978.
Fu Visiting Professor negli USA ed in Giappone, nell'ambito di progetti internazionali di ricerca, rispettivamente con i Chronobiology Laboratories della Minnesota University a Minneapolis (1980, 1985) e con lo Institute of Health Science della Kyushu University a Fukuoka (1988, 1990, 1996).
Cugini è morto a Roma nella zona dell'Appio-Latino dove aveva sempre vissuto. Si trova seppellito nel Cimitero monumentale di Marino.

### Attività didattica ed universitaria
Percorse la carriera universitaria accademica didattica, assistenziale e di ricerca presso la Facoltà di Medicina e Chirurgia dell'Università La Sapienza, afferendo all'Istituto di Patologia Medica 1962, poi Istituto di Clinica Medica II 1968, poi Dipartimento di Scienze Cliniche (dal 1999 in poi). Ottiene la Libera Docenza all’unanimità in Endocrinologia nel 1972.
Rivestì numerosi incarichi come professore presso l'Università degli Studi di Roma "La Sapienza", diviene Professore ordinario di Fisopatologia Endocrina, Semeiotica Medica, Patologia Medica, Metodologia clinica ed infine di Medicina interna. Durante questo periodo scrive parecchi libri inerenti alle materie d'insegnamento.
Insegna anche alla scuola di specializzazione: Biochimica Endocrina, poi Fisiopatologia Endocrina e poi Cronoendocrinologia nella II Scuola di Specializzazione in Endocrinologia e Malattie del Ricambio e Rene ed Ipertensione Arteriosa nella II Scuola di Specializzazione in Nefrologia.
Viene chiamato come libero docente alla Facoltà di Medicina e Chirurgia dell’Università di Firenze per insegnare Cronobiologia Clinica.
Nel 2001 si ritirò dall'insegnamento continuando però nel suo percorso di ricerca e studio.

## Scoperte clinico-scientifiche
- Ipogonadismo diencefalo-ipofisario da neurotoxoplasmosi (1973)
- Syndrome of masculine ambiguous genitalia, congenital glomerulonephritis and high renin hypertension (1981)
- Aldosteronoma linfocitico (1985)
- Variante ipokaliemica normotensiva della syndrome da spray nasale indotta dal 9-alpha-fluoro-prednisolone (1985)
- Sindrome bollosa cutaneo-cerebrale diabetica (1989)
- Bartter's syndrome associated with indirect hyperbilirubinemia (1990)
- Ritmo circasettano e circannuale della cefalea (1990)
- Sindrome cefalea, ipertensione notturna(1992)
- Pseudoipoaldosteronismo da deficit di (Na+/K+)-ATPasi di membrana eritrocitaria (1992)
- Quanto di ipertensione (1994)
- Obesi "carboidrati-sensibili" e "carboidrati-non sensibili" (1997)
- Preipertensione arteriosa (1998)
- Retinopatia tensiva a "lesioni minime" e pre-ipertensione arteriosa (1998)
- Rischio presuntivo di crisi ipertensive (2001)
- Silent cardiac neurovegetative dysautonomia in type 2 diabetes (2001)
- Initial Tensive Damage of Target Organ/Monitoring Prehypertension Syndrome (1997-2002)
- Sindrome del “minimum delirium cordis” da disautonomia diabetica silente[2](2007)
- Ritmo circannuale della renina e dell’aldosterone(1982)
- Ritmo circadiano della prorenina (1983)
- Ritmo circadiano della (Na+/K+)-ATPasi della membrana eritrocitaria (1984)
- Ritmo circannuale del 25-idrissicolecalciferolo (1984)
- Ritmo circadiano dell’enzima di conversione angitensinica (1990)
- Dieta ipermediterranea nei longevi di Campodimele (1990-91)
- Ritmo circadiano del Vasoactive Intestinal Peptide (1991)
- Ritmo circadiano della pressione arteriosa nei neonati nel loro primo giorno di vita (1991)
- Ridotti livelli medi di pressione arteriosa giornaliera in longevi e nella loro progenie
- Persistenza del ritmo circadiano della melatonina nei longevi (1991, 1997)

### La sindrome di Cugini
Dai suoi studi su una particolare forma di pre-ipertensione, che in qualche lieve modalità ha già colpito alcuni organi in maniera impercettibile, capì che questi pazienti avrebbero sviluppato problematiche di ipertensione, da curare in maniera preventiva senza aspettare l'insorgere della malattia. Questa intuizione portò alla scoperta della sindrome che prende il suo nome, Sindrome di Cugini.
Arrivò a queste conclusioni grazie al suo pionieristico studio statistico sui dati medici.

### Metodi innovativi cronobiologici
- Metodo Clinospectror (1991)[4]
- Metodo Cosint (1992)
- Metodo di Correlazione Periodica (1992)
- Metodo Cosicum (2000)
- Metodo di Interpolazione Frattalica di serie temporali (2001)

## Pubblicazioni

### Libri
- Ormone Adrenocorticotropo. Il Pensiero Scientifico. Roma 1981
- La Regolazione Umorale della Pressione Arteriosa. SEU, Roma 1985
- Il Monitoraggio della Pressione Arteriosa e Cronodiagnosi della Ipertensione. Style Compostampa, Roma, 1992
- Monitoraggio Ambulatorio della Pressione Arteriosa: Cronodiagnosi dell'Ipertensione. Edizioni L. Pozzi, Roma 2000
- Pensieri Aforismatici di un Metodologo Clinico. SEU, Roma 2004 ISBN 8887753881
- Biostatistica – Cronobiologia – Caosbiologia. Metodi Chiave. SEU, Roma 2006 ISBN 8889548304
- Le Basi Statistiche della Biologia e Medicina, SEU, Roma, 2007 ISBN 9788889548561
- Epistemologia e Statistica per Scienze Bio-Mediche. SEU, Roma 2009 (Slide book) ISBN 888954872X
- Le Nuove Frontiere Diagnostiche del Monitoraggio Ambulatorio della Pressione Arteriosa – Slide-Book - SEU, Roma 2010 (Slide book) ISBN 8865150173

### Monografie
- Clinical chemistry of adrenocortical glucocorticoids. : I. Basic Biochemistry (1981)
- Clinical chemistry of adrenocortical glucocorticoids: II. Measurement and reference intervals (1981)
- Clinical chemistry of adrenocortical glucocorticoids: III. Explorative tests (1981)
- Male pseudohermaphroditism: classification and diagnostic work-up (1983)
- Gli iperaldosteronismi (1983)
- Endocrine Approach to Arterial Hypertension (1983)
- La Sindrome di Cushing (1983)
- Iperaldosteronismi e pseudoiperaldosteronismi (1983)
- Chronobiologic Approach to Aging: the Clinospectroscopic Method (1991)
- Studio di Campodimele (1990-91)
- Studio di Campodimele: La Pressione Arteriosa di 24 Ore nei Longevi e Discendenti (1990-91).
- Studio di Campodimele: Stile di Vita, Caratteristiche Antropometriche, Abitudini Alimentari, Aspetti Nutrizionali (1990-91)

### Saggi
- Perché la cronobiologia (1981)
- Basi filosofico-scientifiche della cronobiologia (1986)
- The nature of time: a misinterpreted entity (1989)
- Natura e valore etico del tempo in medicina (1990)
- Epistemological and philosophical bases of chronobiology (1991)
- Il tempo in biologia e medicina (1997)
- Caos, salute e malattia (1997)
- La necessità del caos (1998)
- Da Cronos a Caos: ovvero dal determinismo del ritmo circadiano della pressione arteriosa all'indeterminismo delle crisi ipertensive (1998).
- Ordine e caos, linearità e non-linearità, periodicità e omeostasi (1999)
- Adduzione: Identificazione e descrizione di una nuova categoria epistemologica di ragionamento inferenziale della scienza meta-naturalista (2010)
- Saggio su scienza e linguaggio (2011)
- Saggio su scienza, cosmogenesi e religione (2012)

## Borse di studio e premi
- Premio di Laurea Maria Dina Gori come Primo del suo corso (1962)
- Premio Portico d’Onofrio per ricerche sulla longevità in Campodimele (1994)
- Onorificenza di Accademico dell’Accademia Lancisiana (2009)
- Onorificenza di Accademico dell’Accademia dei Fisiocritici (2011)
- Riconoscimento nosografico (2007-2009) della "Initial Tensive Damage of Target Organ/Monitoring Prehypertension Syndrome" con l'eponimo di Cugini's Syndrome (1997-2002)